# ديفيد إيفانز (رياضياتي)
ديفيد إيفانز (بالإنجليزية: David Evans)‏ هو رياضياتي بريطاني، ولد في 27 أكتوبر 1940.